# 5846 Hessen
5846 Hessen (1989 AW6) là một tiểu hành tinh vành đai chính được phát hiện ngày 11 tháng 1 năm 1989 bởi Freimut Börngen ở Tautenburg.